# Canton d'Annot
Le canton d'Annot est une ancienne division administrative française située dans le département des Alpes-de-Haute-Provence et la région Provence-Alpes-Côte d'Azur.

## Composition
Le canton d'Annot regroupait les sept communes suivantes :
| Nom               | Code Insee | Intercommunalité                              | Population (dernière pop. légale) |
| ----------------- | ---------- | --------------------------------------------- | --------------------------------- |
| Annot (chef-lieu) | 04008      | CC Alpes Provence Verdon - Sources de Lumière | 1 054 (2014)                      |
| Braux             | 04032      | CC Alpes Provence Verdon - Sources de Lumière | 121 (2014)                        |
| Le Fugeret        | 04090      | CC Alpes Provence Verdon - Sources de Lumière | 186 (2014)                        |
| Méailles          | 04115      | CC Alpes Provence Verdon - Sources de Lumière | 110 (2014)                        |
| Saint-Benoît      | 04174      | CC Alpes Provence Verdon - Sources de Lumière | 139 (2014)                        |
| Ubraye            | 04224      | CC Alpes Provence Verdon - Sources de Lumière | 89 (2014)                         |
| Vergons           | 04236      | CC Alpes Provence Verdon - Sources de Lumière | 116 (2014)                        |

## Histoire
À la suite du décret du 24 février 2014, le canton a fusionné avec celui de Castellane, fin mars 2015, pour les élections départementales de 2015.

## Représentation

### Conseillers généraux de 1833 à 2015
| Période        | Période          | Identité                                     | Étiquette                | Qualité |
| -------------- | ---------------- | -------------------------------------------- | ------------------------ | --- |
| 1833           | 1840 (démission) | Marc Henry Angelin Féraud (1806-1857)        |                          | Notaire, maire de Castellane (1831-1840) Sous-Préfet de Castellane (1840-1847) |
| 1840           | 1848             | Elzéard Alexandre Tartanson (1803-1887)      |                          | Ancien receveur particulier des finances à Villefranche Ancien conseiller général du Canton de Castellane                                                                               |
| 1848           | 1852             | Alphonse de Collongues                       |                          | Juge de paix à Annot puis à Cannes |
| 1852           | 1856             | Alphonse d'Hesmivy d'Auribeau (1787-1869)    |                          | Directeur des contributions directes retraité |
| 1856           | 1864             | Achille de Vallavieille (1824-1881)          |                          | Ancien Préfet Maire de Digne (1857-1860) |
| 1864           | 1872 (décès)     | Jean-Baptiste Rabiers du Villars (1813-1872) | Droite                   | Propriétaire à Annot Ancien Préfet des Hautes-Alpes Ancien conseiller général du Canton de Castellane                                                                                   |
| 7 juillet 1872 | 1880             | Paul Rabiers du Villars (fils du précédent)  | Droite                   | Fonctionnaire (ancien Préfet des Hautes-Alpes), propriétaire à Annot Député (1877-1881)                                                                                                 |
| 1880           | 1886             | Jean-Jacques Roccas                          | Républicain              | Employé supérieur de l'enregistrement |
| 1886           | 1898             | Léon Honnorat                                | Républicain              | Avoué à Castellane Élu en 1904 dans le canton de Saint-André-de-Méouilles |
| 1898           | 1904             | Julius Jouin                                 | Républicain libéral      | Avoué, maire de Castellane (1903-?) |
| 1904           | 1919             | Joseph-François Daumas (1849-1926)           | Républicain              | Notaire - Maire d'Annot |
| 1919           | 1924 (démission) | Julien Agnely                                | SFIO                     | Docteur en médecine à Annot |
| 1925           | 1934             | Jacques Stern                                | Gauche radicale puis RG  | Président du Conseil d'Administration de la Compagnie des Chemins de Fer du Sud de la France Député (1914-1919 et 1928-1936) Sous-secrétaire d'Etat (1930-1931) Ministre (1933 et 1936) |
| 1934           | 1940             | Albert Dol                                   | RG                       | Maire d'Annot Nommé conseiller départemental en 1943 |
|                |                  |                                              |                          | |
| 1945           | 1959 (décès)     | Émile Honnoraty (1898-1959)                  | SFIO                     | Avocat Maire d'Annot |
| 1959           | 1961             | Henri Guintrand                              | SE-UNR                   | Médecin |
| 1961           | 1979             | Fernand Faissole                             | PS                       | Fabricant de biscottes Maire d'Annot |
| 1979           | 1992             | Yves Bono                                    | DVD puis DVG             | Médecin généraliste Maire d'Annot jusqu'en 2001 |
| 1992           | 2015             | Jean Ballester (neveu de F.Faissole)         | DVD (Groupe Indépendant) | Cadre Maire d'Annot (2001-2020) |

### Conseillers d'arrondissement (de 1833 à 1940)
Le canton d'Annot avait deux conseillers d'arrondissement.
| Période                                  | Période | Identité                                | Étiquette       | Qualité |
| ---------------------------------------- | ------- | --------------------------------------- | --------------- | --- |
| 1833                                     | 1836    | Jean Joseph Alexandre David (1768-1842) |                 | Avocat, juge de paix à Annot                                                                                |
| 1833                                     | 1842    | Elzéard Gras (du) Bourguet (1788-1860)  |                 | Juge d'instruction à Castellane                                                                             |
| 1836                                     | 1842    | Alexandre Sauvan                        |                 | Notaire, propriétaire au Fugeret                                                                            |
| 1842                                     | 1848    | M. Roustan                              |                 | Entrepreneur de travaux publics à Saint-Benoit                                                              |
|                                          |         |                                         |                 | |
| av.1897                                  |         | Jean-Baptiste Philip                    |                 | Propriétaire agriculteur à Annot                                                                            |
|                                          |         |                                         |                 | |
| 1913                                     |         | M. Barlatier                            |                 | |
| 1913                                     |         | Élie Florens                            |                 | Secrétaire de mairie à Annot                                                                                |
| 1925                                     |         | M. Daumas                               | SFIO            | |
| 1937                                     | 1940    | Ernest Autran                           | Union nationale | Agriculteur à Annot                                                                                         |
| 1937                                     | 1940    | Alexandre Honnoraty                     | Union nationale | |
| 1940                                     |         |                                         |                 | Les conseils d'arrondissement ont été suspendus par la loi du 12 octobre 1940 et n'ont jamais été réactivés |
| Les données manquantes sont à compléter. |         |                                         |                 | |

## Démographie
| 1962  | 1968  | 1975  | 1982  | 1990  | 1999  | 2006  | 2011  | 2012  |
| ----- | ----- | ----- | ----- | ----- | ----- | ----- | ----- | ----- |
| 1 756 | 1 604 | 1 473 | 1 632 | 1 715 | 1 666 | 1 802 | 1 881 | 1 872 |

## Sources